# توماس نيكولاي
توماس نيكولاي (بالألمانية: Thomas Nicolai ) (و. 1963 – م) هو ممثل، ومغن من ألمانيا . ولد في لايبزيغ.

## روابط خارجية
- توماس نيكولاي على موقع IMDb (الإنجليزية)
- توماس نيكولاي على موقع ميوزك برينز (الإنجليزية)
- توماس نيكولاي على موقع ديسكوغز (الإنجليزية)
- توماس نيكولاي على موقع قاعدة بيانات الفيلم (الإنجليزية)